# Nový Tekov
Nový Tekov (deutsch Neubarsch, ungarisch Újbars) ist eine Gemeinde im Westen der Slowakei mit 935 Einwohnern (Stand 31. Dezember 2024), die zum Okres Levice, einem Teil des Nitriansky kraj, gehört.

## Geographie
Die Gemeinde befindet sich am östlichen Hang des Nordteils des Hügellands Hronská pahorkatina innerhalb des slowakischen Donautieflands, am rechten Ufer des Hron. Das Ortszentrum liegt auf einer Höhe von 170 m n.m. und ist 14 Kilometer von Levice entfernt.
Zur Gemeinde gehörte auch der 1968 eingemeindete Ort Marušová (ungarisch Marosfalva) südlich des Hauptortes.
Nachbargemeinden sind Malé Kozmálovce im Norden, Veľké Kozmálovce im Nordosten, Starý Tekov im Osten, Kalná nad Hronom (Ortsteil Kalnica) im Süden, Veľký Ďur (Ortsteil Rohožnica) im Südwesten, Kalná nad Hronom (Ortsteil Mochovce) im Westen und Nemčiňany im Nordwesten.

## Geschichte

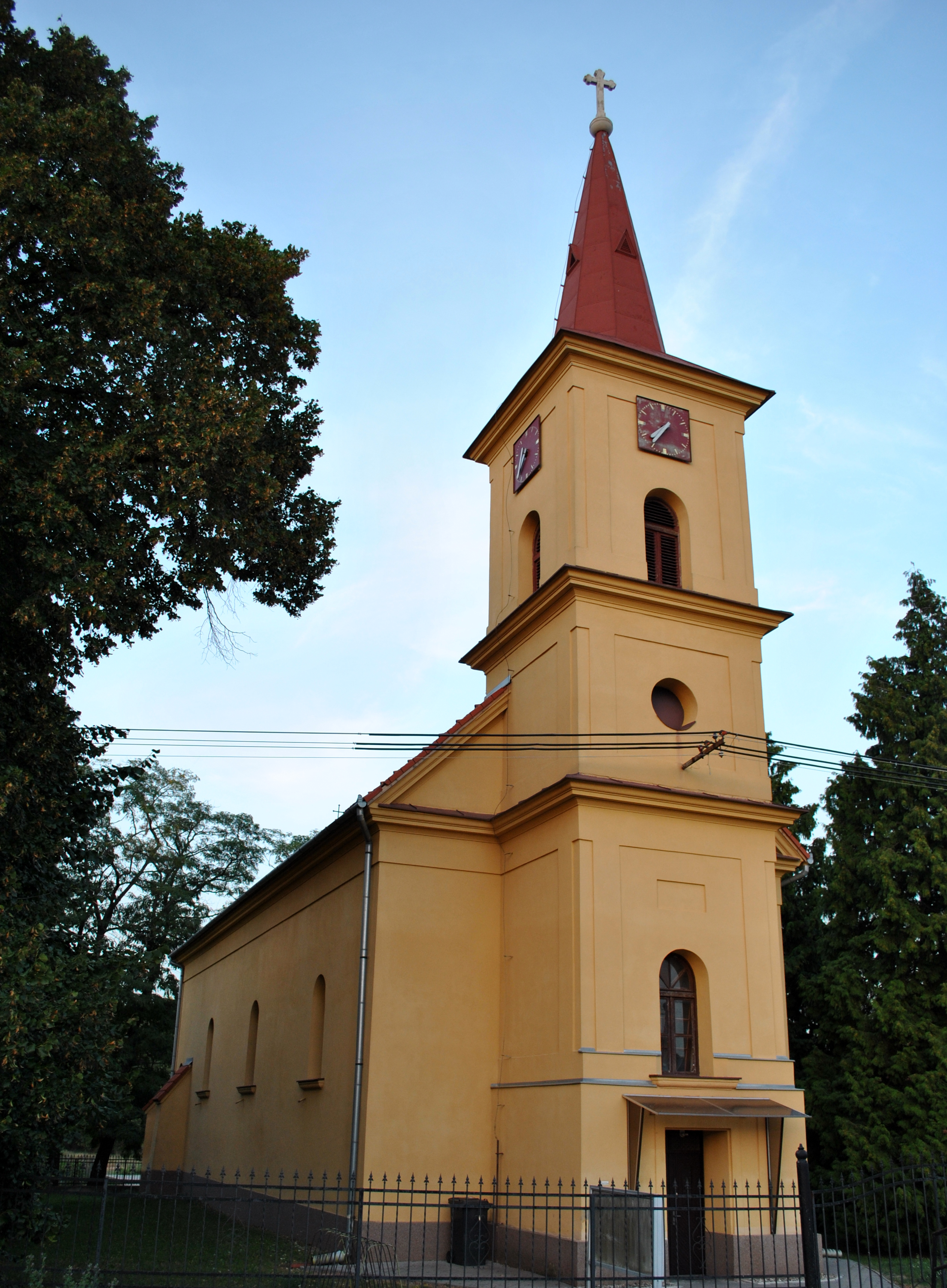
Römisch-katholische Kirche

Nový Tekov entwickelte sich aus einer mittelalterlichen Marktsiedlung, die 1320 als Cheturtekhel und 1331 Zombothel schriftlich erwähnt wurde. Beide Namen verweisen auf den Markttag (Donnerstag beziehungsweise Samstag). 1331 erhielten die Einwohner das Recht, in den Nachbarort Starý Tekov (deutsch Altbarsch) frei umzuziehen. 1338 kam der Ort zur Herrschaft der Burg Lewenz. 1534 taucht der Ort unter dem Namen Malý Tekov (deutsch wörtlich Kleinbarsch) auf. 1663 zerstörten türkische Truppen das Dorf, die Einwohner kehrten aber bald zurück.
1536 gab es eine Mühle und 16 Porta in Nový Tekov, 1601 standen 111 Häuser, eine Schule und Mälzerei, 1715 gab es Weingärten, je eine Mühle und Gaststätte sowie 30 Steuerzahler, 1828 zählte man 109 Häuser und 768 Einwohner. In der zweiten Hälfte des 19. Jahrhunderts ließen die Großgutbesitzer Scholler ein Gestüt gründen.
Bis 1918 gehörte der im Komitat Bars liegende Ort zum Königreich Ungarn und kam danach zur Tschechoslowakei beziehungsweise heute Slowakei. Auf Grund des Ersten Wiener Schiedsspruchs lag er 1938–1945 noch einmal in Ungarn.

## Bevölkerung
| Jahr                | 1994 | 2004     | 2014    | 2024    |
| ------------------- | ---- | -------- | ------- | ------- |
| Anzahl der Personen | 918  | 822      | 854     | 935     |
| Unterschied         |      | −10,45 % | +3,89 % | +9,48 % |

| Jahr                | 2023 | 2024    |
| ------------------- | ---- | ------- |
| Anzahl der Personen | 937  | 935     |
| Unterschied         |      | −0,21 % |

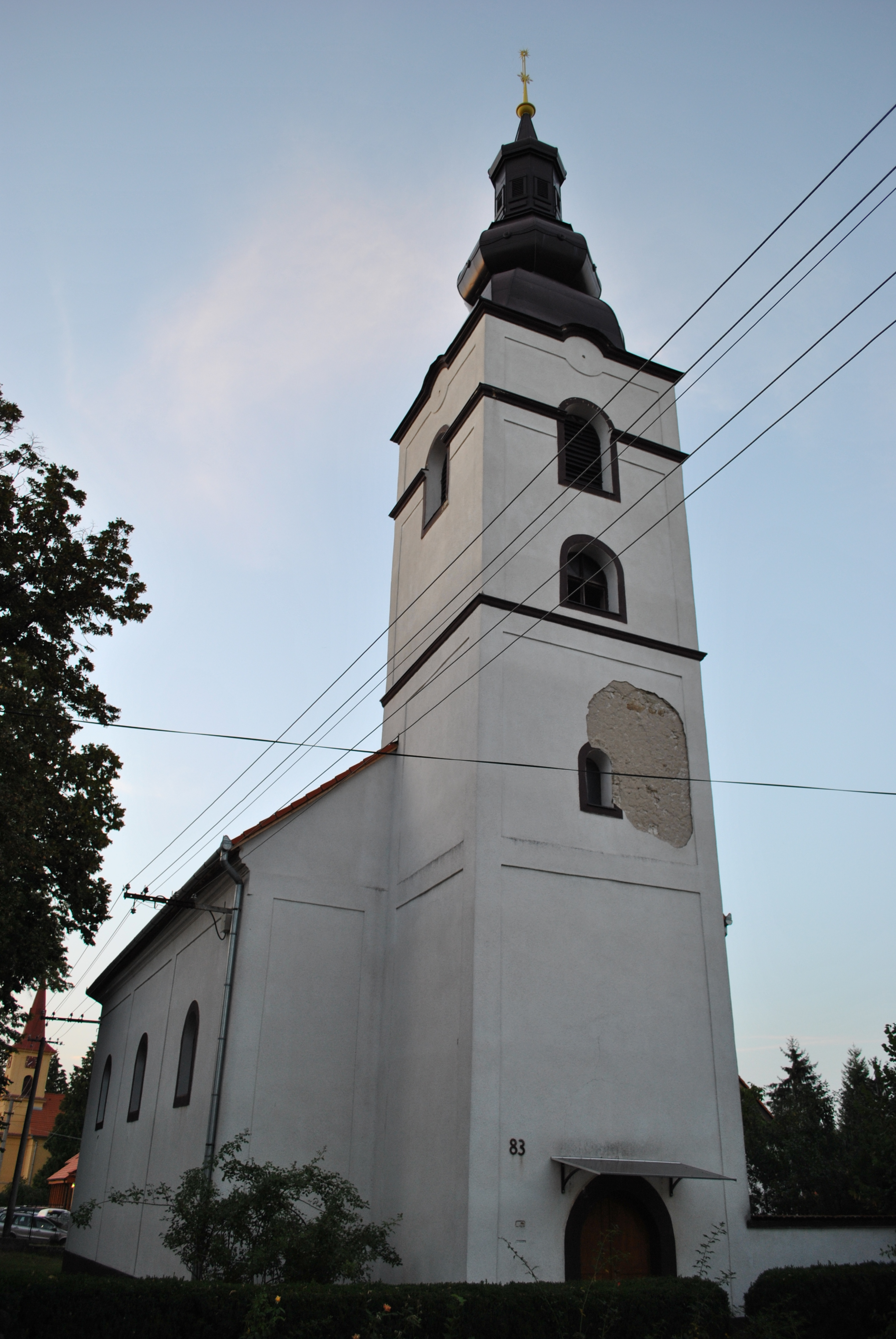
Reformierte Kirche

Nach der Volkszählung 2011 wohnten in Nový Tekov 826 Einwohner, davon 717 Slowaken, 92 Magyaren, 10 Roma und vier Tschechen. Drei Einwohner machten keine Angabe zur Ethnie.
470 Einwohner bekannten sich zur römisch-katholischen Kirche, 98 Einwohner zur Evangelischen Kirche A. B., 69 Einwohner zur reformierten Kirche, 25 Einwohner zu den Brethren, vier Einwohner zu den Siebenten-Tags-Adventisten, drei Einwohner zur griechisch-katholischen Kirche, jeweils zwei Einwohner zu den Baptisten und zur evangelisch-methodistischen Kirche und ein Einwohner zu einer anderen Konfession. 138 Einwohner waren konfessionslos und bei 14 Einwohnern wurde die Konfession nicht ermittelt.

## Bauwerke
- römisch-katholische Karlskirche im gemischten barock-klassizistischen Stil aus dem Jahr 1811
- reformierte Kirche im klassizistischen Stil aus dem Jahr 1791

## Verkehr
Durch Nový Tekov passiert die Straße 1. Ordnung 76 zwischen Štúrovo und Hronský Beňadik. Bis 2014 verkehrte zwischen den Nachbarorten Nový Tekov und Starý Tekov eine Fähre, die 2015 durch eine Straßenbrücke abgelöst wurde.